# Robert Q. Lewis
Robert Q. Lewis (25 de abril de 1920 - 11 de diciembre de 1991) fue, además de actor, una personalidad de la radio y de la televisión de nacionalidad estadounidense.
Lewis es quizás más conocido por su participación en concursos televisivos, habiendo sido el primer presentador de The Name's the Same, interviniendo además con regularidad en otros programas producidos por Mark Goodson y Bill Todman. A lo largo de su carrera entre las décadas de 1940 y 1970 trabajó en numerosos shows televisivos, siempre con la imagen característica que le aportaban sus gafas de montura de concha, hasta el punto de que los títulos de su segundo Robert Q. Lewis Show incluían un par de dichas gafas como emblema.

## Biografía
Su verdadero nombre era Robert Goldberg, y nació en Manhattan, Nueva York, en el seno de una familia de inmigrantes judíos.

### Radio
Lewis debutó en la radio en 1931, a los 11 años de edad, en un programa local, "Dr. Posner's Kiddie Hour". Entró en la Universidad de Míchigan en 1938, donde fue miembro de la fraternidad Phi Sigma Delta. En 1942 dejó los estudios para alistarse en el Ejército de los Estados Unidos, sirviendo como radio operador en el Cuerpo de Señales.
Tras la guerra se hizo locutor y disc jockey. Entre los guionistas que trabajaron en los programas de Lewis figuraban Neil Simon, el autor y dramaturgo Paddy Chayevsky, y la leyenda radiofónica Goodman Ace.
El futuro presentador y productor Merv Griffin a menudo cantaba en el programa de Lewis. Aunque Lewis empezó a intervenir en televisión, siguió trabajando para la radio. Una de sus series radiofónicas, Robert Q.'s Waxworks, estaba dedicada a las viejas grabaciones, utilizando un estilo que seguirían posteriores personalidades radiofónicas como Dr. Demento.

### Televisión
A su llegada a la televisión, Lewis intervino en más de un programa a la vez. The Robert Q. Lewis Show se emitió durante seis meses en la CBS, desde el 16 de julio de 1950 al 7 de enero de 1951. Al mismo tiempo presentó el programa de la misma cadena de variedades y búsqueda de talentos The Show Goes On, que estuvo en antena entre el 19 de enero de 1950 y el 16 de febrero de 1952. También para la CBS tuvo otros dos shows de variedades, Robert Q's Matinee, entre el 16 de octubre de 1950 y el 19 de enero de 1951, y Robert Q. Lewis Show, entre el 11 de enero de 1954 y el 25 de mayo de 1956, este con más éxito que el primero.
Lewis a menudo fue sustituto de artistas que, por uno u otro motivo, eran incapaces de actuar. También intervino con frecuencia con la compañía regular de artistas de Arthur Godfrey. Jackie Gleason, así mismo, invitó a "Robert Q. Lewis and His Gang" a participar en American Scene Magazine.
Lewis acabó siendo parte integrante de los concursos televisivos de las décadas de 1950 y 1960. En 1952 empezó su intervención más duradera como presentador, la del concurso de la ABC The Name's the Same. En 1954 Lewis dejó el show para dedicar más tiempo a su programa de variedades. También fue presentador, en 1958, de la primera versión del concurso Make Me Laugh. En 1962 fue sustituto y, finalmente, reemplazo del presentador de Play Your Hunch, Merv Griffin. En 1964 presentó un concurso de corta duración, Get the Message, para la ABC.
Lewis participó además en 40 ocasiones en el programa What's My Line?. Actuó por primera vez en el mismo como panelista en 1951. Su temporada más regular en el show tuvo lugar entre 1954 y 1955, época en la que coincidió varias semanas alternas con el humorista Fred Allen tras la salida del panelista Steve Allen. Lewis siguió actuando de manera frecuente en What's My Line? hasta el final del show en 1967. Además de en este programa, también participó en diferentes shows producidos por Goodson y Todman, entre ellos To Tell The Truth, Get the Message, Hollywood Squares, y la versión original y la de la década de 1970 de Match Game.

### Grabaciones
Robert Q. Lewis fue siempre un entusiasta de la música antigua. Con frecuencia reproducía antiguas melodías Tin Pan Alley en sus shows radiofónicos y televisivos, y en su popular número de nightclub. A partir de los años cuarenta cantó para Columbia Records, MGM Records y Coral Records. En 1951 consiguió su mayor éxito con la canción humorística "Where's-a Your House?", una respuesta al tema de Rosemary Clooney "Come On-a My House". En 1967 Lewis grabó I'm Just Wild About Vaudeville para Atco Records—en esta colección de canciones de los años treinta Lewis imitaba los diferentes estilos de canto de la época.

### Cine, teatro y televisión
La afición de Lewis a anteriores épocas del mundo del espectáculo era bien conocida por la industria, y en 1949 fue contratado para narrar un segmento del documental The Golden Twenties. En ese momento Robert Q. estaba demasiado ocupado con su frenética actividad en la radio, la TV y el nigtclub para poder hacer una carrera cinematográfica.
Sin embargo, más avanzada su carrera Lewis actuó en algunas películas, entre ellas An Affair to Remember (1957), Good Neighbor Sam (1964), Ski Party (1965), Todo lo que siempre quiso saber sobre el sexo pero nunca se atrevió a preguntar (1972), How to Succeed in Business Without Really Trying (1967) y el telefilm The Law (1974). También trabajó en diversas series televisivas, como fue el caso de Branded y Bewitched.
En los años sesenta Lewis se hizo familiar en el ambiente teatral, protagonizando versiones itinerantes de éxitos de Broadway, entre ellos Bells Are Ringing y The Odd Couple. Él siguió actuando de manera esporádica hasta pocos años antes de su fallecimiento.

### Vida personal
Lewis había sido siempre un gran fumador, y con frecuencia fumaba mientras presentaba programas como The Name's the Same, algo que en esa época era una conducta frecuente. Como consecuencia de ello, Lewis falleció en 1991 a causa de un enfisema en Los Ángeles, California, sin dejar supervivientes cercanos a él.
Fue enterrado en el Cementerio Mount Sinai Memorial Park de Los Ángeles, California.